# Findor

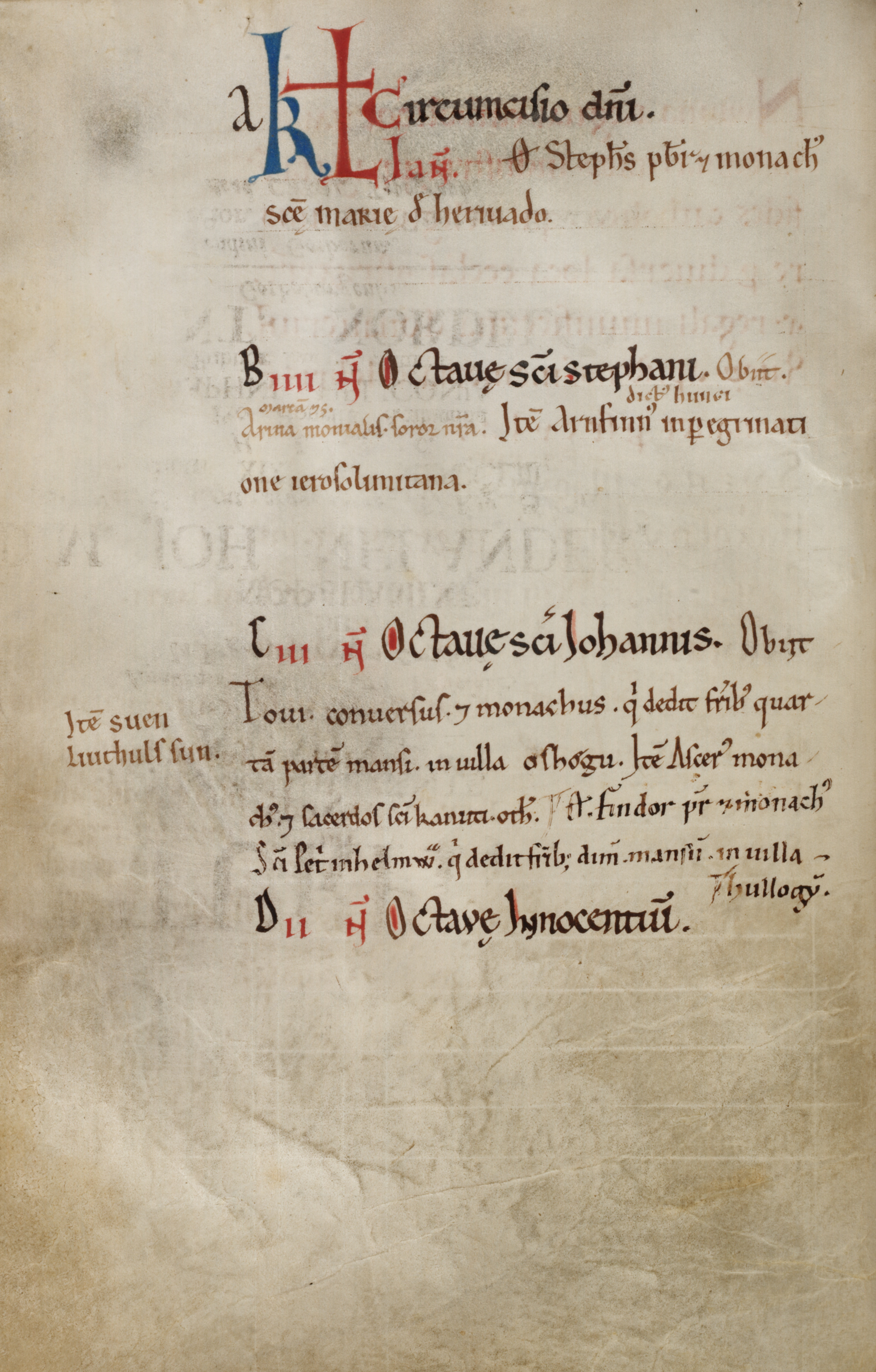
Noteringar för datumen 1–4 januari i Necrologium Lundense med Findor noterad under den 3:e.

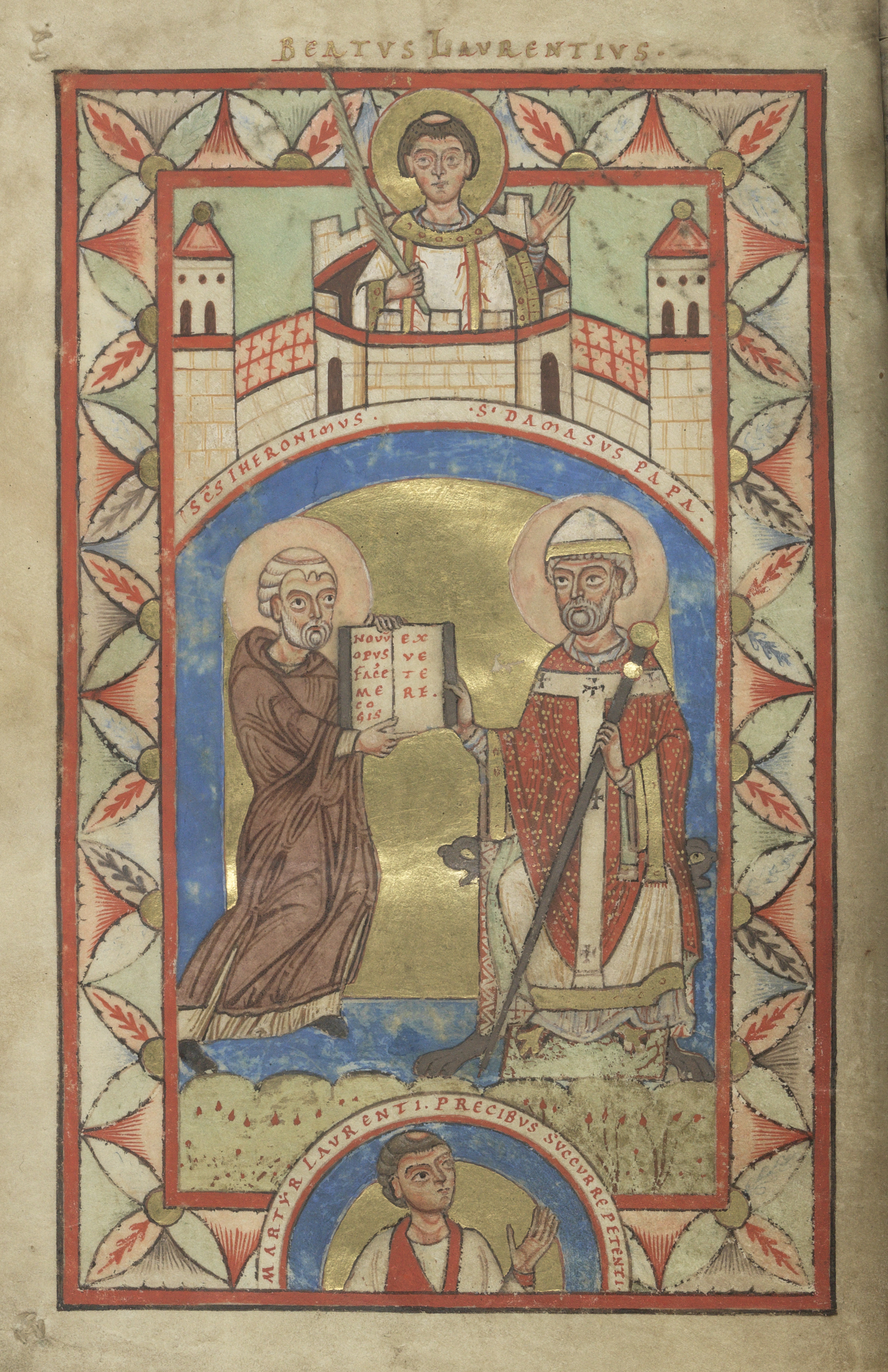
Dedikationsbild ur det evangeliarium från Helmarshausen som tidigare tillhörde Lunds domkyrka. Figuren nederst på sidan har av Stephan Borgehammar tolkats som en framställning av Findor såsom skriftens donator. De övriga figurerna är (överst) Lunds domkyrkas skyddshelgon Sankt Laurentius samt bibelöversättaren Hieronymus överräckande sitt verk till påve Damasus I.

Findor, död den 3 januari okänt år, dock troligen före 1156, var en dansk medeltida präst och munk.
Findors liv och karriär är endast fragmentariskt kända genom spridda noteringar i ett antal medeltida handskrifter, däribland Necrologium Lundense och Liber daticus vetustior. Härur kan man utläsa att han år 1123 var diakon och innehavare av ett prebende vid den domkyrka som då höll på att uppföras i Lund. Senast 1136 blev han prost vid kanikklostret i Dalby och var som sådan detta år med om att sluta ett i avskrift bevarat brödraskapsavtal mellan det egna klostret, benediktinerna i Lunds allhelgonakloster och kanikerna vid Lunds domkyrka, vari dessa lovade att be för varandras avlidna och närvara vid dessas begravningar. 
Vid en okänd tidpunkt efter 1136 lämnade Findor Skåne och blev i stället munk i det tyska benediktinklostret i Helmarshausen. Som även detta kloster kom att sluta brödraskapsavtal med Lunds domkyrka kan Findor, som enda belagda person med koppling till båda dessa institutioner, antagas ha medverkat härtill. Religionsvetaren Stephan Borgehammar menar att Findor också kan ha varit givaren av ett rikt illuminerat evangeliarium, producerat i just Helmarshausen, vilket tidigare tillhörde Lunds domkyrka (men nu finns i Uppsala universitetsbibliotek).  
Enligt såväl Necrolgium Lundense som Liber daticus vetustior avled Findor den 3 januari ett icke angivet år, vilket Borgehammar, på grundval av andra noteringar, konstaterar måste ha infallit före 1156. Han testamenterade vid sin död ett gods i Hyllie socken omfattande ett halvt bol till kanikerna vid Lunds domkyrka.